# NGC 4857
NGC 4857 é uma galáxia espiral barrada (SBb) localizada na direcção da constelação de Draco. Possui uma declinação de +70° 12' 11" e uma ascensão recta de 12 horas, 57 minutos e 18,1 segundos.
A galáxia NGC 4857 foi descoberta em 7 de Abril de 1793 por William Herschel.